# Tonalá (Chiapas)
Tonalá è un comune del Messico situato nel sud-est dello Stato di Chiapas, lungo le sponde dell'Oceano Pacifico. Nel 2010 possedeva una popolazione di 91 913. La città di Tonalá è detta città del sole, poiché è una delle città più calde ed assolate di tutto lo Stato del Chiapas.